# 小行星13329
小行星13329（13329 Davidhardy）是一颗绕太阳运转的小行星，为主小行星带小行星。该小行星于1998年9月发现。

## 轨道参数
小行星13329的轨道半长轴为2.9630298 UA，离心率为0.081。